# Töftedals distrikt
Töftedals distrikt är ett distrikt i Dals-Eds kommun och Västra Götalands län. 
Distriktet ligger sydväst om Dals-Ed. 

## Tidigare administrativ tillhörighet
Distriktet inrättades 2016 och utgörs av socknen Töftedal i Dals-Eds kommun
Området motsvarar den omfattning Töftedals församling hade vid årsskiftet 1999/2000.